# Midnight Blue (album de Louise Tucker)
Pour les articles homonymes, voir Midnight blue (homonymie).
Midnight Blue est le titre de l'album de Louise Tucker sorti début 1982 en 33 tours et en 1989 en CD.
Les ventes totales pour le single principal, Midnight Blue, et l'album résultant se montent à sept millions. 
Midnight Blue atteint la première place en France ainsi qu'au Canada, et dans différents pays à travers le monde,,,. 
La musique de la chanson éponyme est adaptée du 2e mouvement de la Sonate no 8 Op. 13 (Pathétique) du compositeur Ludwig Van Beethoven. Deux autres chansons de cet album sont également des arrangements de thèmes de compositeurs classiques : Only for You reprend Elizabethan Serenade de Ronald Binge, et Graveyard Angel reprend l'Adagio d'Albinoni.

## Liste des titres
1. Midnight Blue
2. Only for You
3. Hush
4. Shadows
5. Waiting for Hugo
6. Voices in the Wind
7. Jerusalem
8. Graveyard Angel
9. Gettin' Older

## Reprise
- Michele Torr enregistre une version française Midnight blue en Irlande en 1983[7].